# Alsodes nodosus
Alsodes nodosus је водоземац из реда жаба (Anura) и фамилије Cycloramphidae. 

## Угроженост
Ова врста је на нижем степену опасности од изумирања, и сматра се скоро угроженим таксоном.

## Распрострањење
Врста је присутна у Чилеу. Присуство у Аргентини је непотврђено.

## Станиште
Станишта врсте су жбунаста вегетација и слатководна подручја. 